# Västerås valkrets
Västerås valkrets var vid riksdagsvalen till andra kammaren 1896-1908 en särskild valkrets med ett mandat. Valkretsen avskaffades inför valet 1911 och överfördes till Västmanlands läns östra valkrets.

## Riksdagsledamöter
- Maximilian Schenström, vilde 1897 (1897–1899)
- Arvid Kempe, lib s (1900–1901)
- Maximilian Schenström, lmp (1902)
- Viktor Larsson, s (1903–1911)

## Valresultat

### 1896
| Andrakammarvalet i Sverige 1896: Västerås valkrets | Andrakammarvalet i Sverige 1896: Västerås valkrets | Andrakammarvalet i Sverige 1896: Västerås valkrets | Andrakammarvalet i Sverige 1896: Västerås valkrets | Andrakammarvalet i Sverige 1896: Västerås valkrets |
| Kandidat                                           | Kandidat                                           | Röster                                             | Röster                                             | Röster                                             |
| Kandidat                                           | Kandidat                                           | Antal                                              | %                                                  | +− %                                               |
| -------------------------------------------------- | -------------------------------------------------- | -------------------------------------------------- | -------------------------------------------------- | -------------------------------------------------- |
|                                                    | Maximilian Schenström                              | 255                                                | 58,8                                               |                                                    |
|                                                    | Oskar Fredrik Wijkman                              | 122                                                | 28,1                                               |                                                    |
|                                                    | Övriga kandidater                                  | 57                                                 | 13,1                                               |                                                    |
| Antal giltiga röster                               | Antal giltiga röster                               | 434                                                |                                                    |                                                    |
| Kasserade röster                                   | Kasserade röster                                   | 0                                                  |                                                    |                                                    |
| Totalt                                             | Totalt                                             | 434                                                |                                                    |                                                    |

### 1899
| Andrakammarvalet i Sverige 1899: Västerås valkrets | Andrakammarvalet i Sverige 1899: Västerås valkrets | Andrakammarvalet i Sverige 1899: Västerås valkrets | Andrakammarvalet i Sverige 1899: Västerås valkrets | Andrakammarvalet i Sverige 1899: Västerås valkrets |
| Kandidat                                           | Kandidat                                           | Röster                                             | Röster                                             | Röster                                             |
| Kandidat                                           | Kandidat                                           | Antal                                              | %                                                  | +− %                                               |
| -------------------------------------------------- | -------------------------------------------------- | -------------------------------------------------- | -------------------------------------------------- | -------------------------------------------------- |
|                                                    | Arvid Kempe                                        | 242                                                | 50,9                                               |                                                    |
|                                                    | Maximilian Schenström                              | 233                                                | 49,1                                               | ▼9,7                                               |
| Antal giltiga röster                               | Antal giltiga röster                               | 475                                                |                                                    |                                                    |
| Kasserade röster                                   | Kasserade röster                                   | 2                                                  |                                                    |                                                    |
| Totalt                                             | Totalt                                             | 477                                                |                                                    |                                                    |

Valet ägde rum den 27 september 1899.

### 1902
| Andrakammarvalet i Sverige 1902: Västerås valkrets | Andrakammarvalet i Sverige 1902: Västerås valkrets | Andrakammarvalet i Sverige 1902: Västerås valkrets | Andrakammarvalet i Sverige 1902: Västerås valkrets | Andrakammarvalet i Sverige 1902: Västerås valkrets |
| Kandidat                                           | Kandidat                                           | Röster                                             | Röster                                             | Röster                                             |
| Kandidat                                           | Kandidat                                           | Antal                                              | %                                                  | +− %                                               |
| -------------------------------------------------- | -------------------------------------------------- | -------------------------------------------------- | -------------------------------------------------- | -------------------------------------------------- |
|                                                    | Viktor Larsson                                     | 459                                                | 50,9                                               |                                                    |
|                                                    | John Karlsson                                      | 442                                                | 49,0                                               |                                                    |
|                                                    | Övriga kandidater                                  | 1                                                  | 0,1                                                |                                                    |
| Antal giltiga röster                               | Antal giltiga röster                               | 902                                                |                                                    |                                                    |
| Kasserade röster                                   | Kasserade röster                                   | 2                                                  |                                                    |                                                    |
| Totalt                                             | Totalt                                             | 904                                                |                                                    |                                                    |

Valet ägde rum den 23 september 1902.

### 1905
| Andrakammarvalet i Sverige 1905: Västerås valkrets | Andrakammarvalet i Sverige 1905: Västerås valkrets | Andrakammarvalet i Sverige 1905: Västerås valkrets | Andrakammarvalet i Sverige 1905: Västerås valkrets | Andrakammarvalet i Sverige 1905: Västerås valkrets |
| Kandidat                                           | Kandidat                                           | Röster                                             | Röster                                             | Röster                                             |
| Kandidat                                           | Kandidat                                           | Antal                                              | %                                                  | +− %                                               |
| -------------------------------------------------- | -------------------------------------------------- | -------------------------------------------------- | -------------------------------------------------- | -------------------------------------------------- |
|                                                    | Viktor Larsson                                     | 749                                                | 55,0                                               | ▲4,1                                               |
|                                                    | John Karlsson                                      | 613                                                | 45,0                                               | ▼4,0                                               |
| Antal giltiga röster                               | Antal giltiga röster                               | 1,362                                              |                                                    |                                                    |
| Kasserade röster                                   | Kasserade röster                                   | 1                                                  |                                                    |                                                    |
| Totalt                                             | Totalt                                             | 1,363                                              |                                                    |                                                    |

Valet ägde rum den 30 september 1905.

### 1908
| Andrakammarvalet i Sverige 1908: Västerås valkrets | Andrakammarvalet i Sverige 1908: Västerås valkrets | Andrakammarvalet i Sverige 1908: Västerås valkrets | Andrakammarvalet i Sverige 1908: Västerås valkrets | Andrakammarvalet i Sverige 1908: Västerås valkrets |
| Kandidat                                           | Kandidat                                           | Röster                                             | Röster                                             | Röster                                             |
| Kandidat                                           | Kandidat                                           | Antal                                              | %                                                  | +− %                                               |
| -------------------------------------------------- | -------------------------------------------------- | -------------------------------------------------- | -------------------------------------------------- | -------------------------------------------------- |
|                                                    | Viktor Larsson                                     | 1,313                                              | 63,6                                               | ▲8,6                                               |
|                                                    | Erik Andersson (höger)                             | 752                                                | 36,4                                               |                                                    |
|                                                    | Övriga kandidater                                  | 1                                                  | 0,0                                                |                                                    |
| Antal giltiga röster                               | Antal giltiga röster                               | 2,066                                              |                                                    |                                                    |
| Kasserade röster                                   | Kasserade röster                                   | 0                                                  |                                                    |                                                    |
| Totalt                                             | Totalt                                             | 2,066                                              |                                                    |                                                    |

Valet ägde rum den 26 september 1908.